# Oberaltertheim
Oberaltertheim (unterfränkisch Öweralderde) ist ein Gemeindeteil der Gemeinde Altertheim im unterfränkischen Landkreis Würzburg in Bayern.

## Geografische Lage
Das Pfarrdorf Oberaltertheim liegt im Nordosten des Altertheimer Gemeindegebiets. Weiter nördlich liegt der gemeindefreie Irtenberger Wald, dahinter beginnt das Gebiet der Gemeinde Waldbrunn. Der Nordosten wird vom Autobahndreieck Würzburg-West auf der Gemarkung von Eisingen eingenommen. Östlich und südöstlich liegt der Großrinderfelder Gemeindeteil Gerchsheim im Main-Tauber-Kreis in Baden-Württemberg. Im Westen, verbunden durch die Staatsstraße St 2297, befindet sich Unteraltertheim. Durch Oberaltertheim führt der Fränkische Marienweg.

## Geschichte
Das Dorf Oberaltertheim war lange Zeit Teil der Grafschaft Castell, die um Remlingen große Besitzungen erwerben konnte. Die Grafen führten zwischen 1521 und 1524 auch die Reformation in ihren Besitzungen ein, sodass Oberaltertheim noch heute überwiegend lutherisch geprägt ist. Am 28. Juli 1825 brannte das gesamte Dorf nieder und musste in mühevoller Arbeit wieder aufgebaut werden. Da man zunächst die akute Wohnungsnot beseitigen musste, wurde die Kirche erst 1828 am Dorfrand erbaut.

## Baudenkmäler

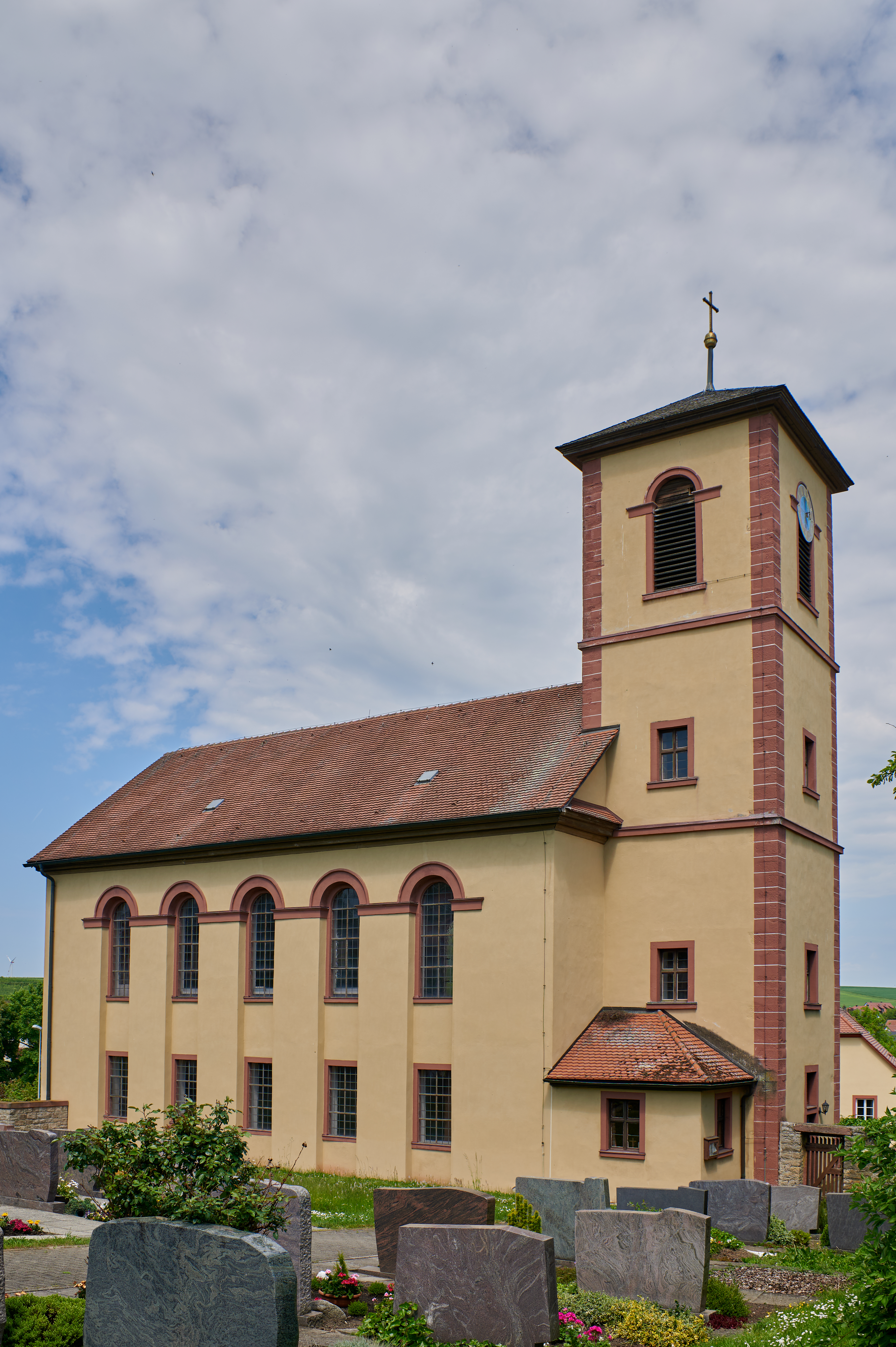
Evangelische Kirche

Der Ort besitzt eine Vielzahl von Baudenkmälern, die alle auf die Zeit nach dem großen Brand von 1825 datieren. Pfarrhaus und Pfarrkirche entstammen dem Jahr 1828 und können beide dem Klassizismus zugerechnet werden. Zwei Kriegerdenkmäler für die Gefallenen des Deutschen Krieges 1866 und des Ersten Weltkrieges haben sich erhalten. In der Dorfmitte besteht ein 1826 erbautes Wohnhaus mit typisch fränkischem Hoftor.

## Veranstaltungen

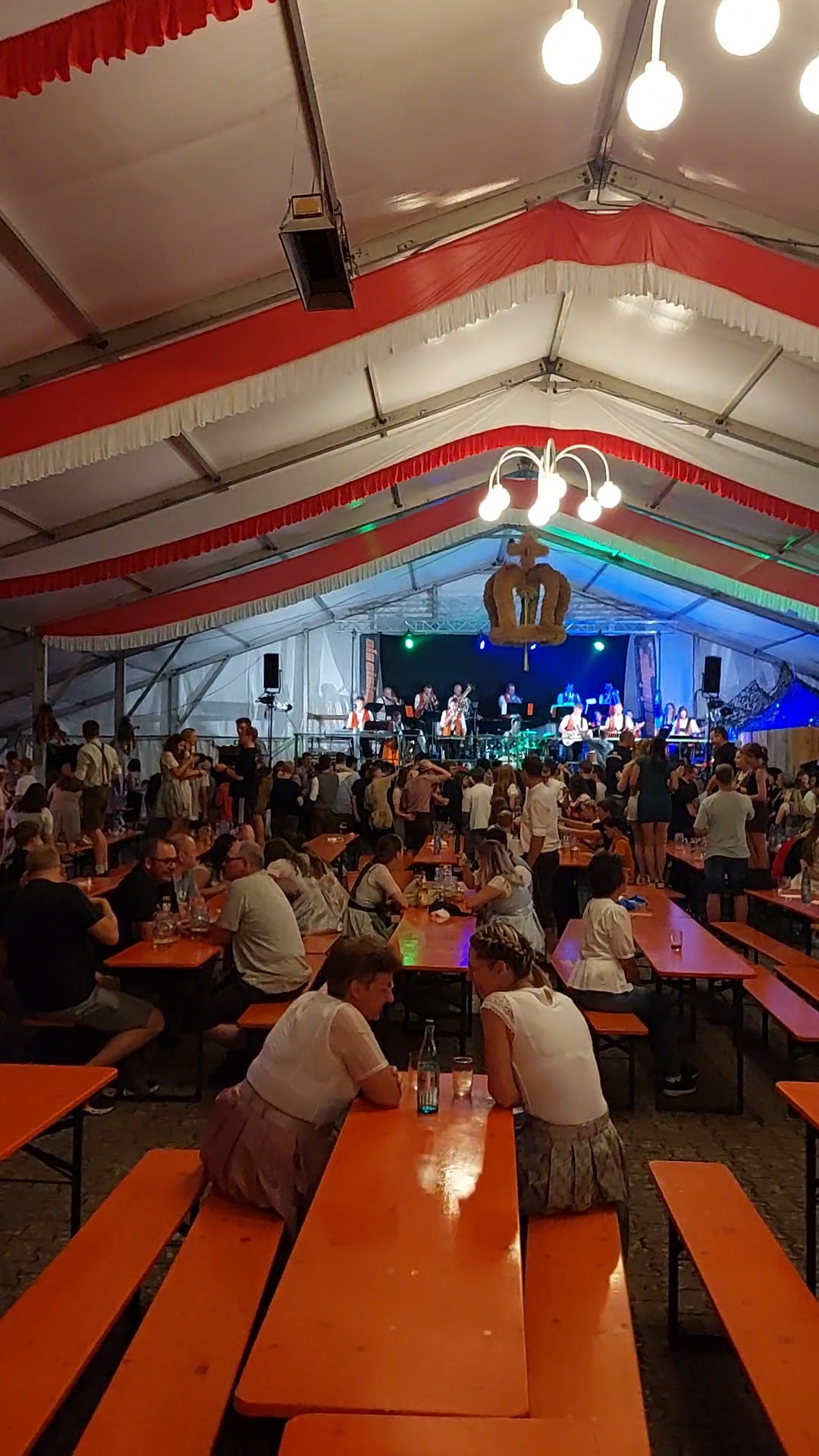
Zeltkirchweih in Oberaltertheim

In Oberaltertheim wird am ersten Septemberwochenende die Kirchweih (Kerwe) gefeiert. Das Fest findet von Samstag bis Montag in einem großen Bierzelt statt. Die Veranstaltung ist von regionaler Bedeutung und zieht täglich bis zu 2000 Gäste an. Die Öweraldermer Kerwe zählt damit zu den größten regelmäßig stattfindenden dörflichen Festen in der Region. Der Militärmarsch Gruß an Kiel wird hierbei als Kerwemarsch gespielt.